# 10155 Numaguti
A 10155 Numaguti (ideiglenes jelöléssel 1994 VZ2) a Naprendszer kisbolygóövében található aszteroida. K. Endate és Vatanabe Kazuró fedezte fel 1994. november 4-én.